# 嘉数悠子
嘉数 悠子（かかず ゆうこ）は、日本の女性天文学者。専門は、銀河の形成と進化。国立天文台ハワイ観測所すばる望遠鏡アウトリーチ・スペシャリスト。

## 経歴
沖縄県出身。アメリカ航空宇宙局 (NASA) が主催したスペースキャンプに参加したことがきっかけで、宇宙に携わる仕事に就きたいと考えるようになった。沖縄尚学高等学校卒業後、東北大学理学部に進学。入学時は第2志望の化学系に所属していたが、翌年転系試験を受けて物理系に転じた。東北大学理学部宇宙地球物理学科卒業後、ハワイ大学マノア校大学院に進学し、修士号及び博士号 (Ph.D.) の学位を取得。
2008年からフランスのパリ天体物理学研究所で、2010年からカリフォルニア工科大学で、2011年からシカゴ大学で天文学の研究に携わり、2013年9月より現職。

## 研究テーマ
- 宇宙の基本的な構成要素である銀河がどのように生まれ、育っていくのかについて[4]。

## 逸話
- ハワイ大学天文学研究所時代は合計200晩以上観測を行った[4]。